# Ремезов, Павел Николаевич
Павел Николаевич Ремезов (род. 29 апреля 1951 года, Ростов-на-Дону, РСФСР) — советский и российский актёр. В начале 2000-х стал наиболее известен ролью Дона Брутто в рекламе оператора сотовой связи.

## Биография
Павел Николаевич Ремезов родился 29 апреля 1951 года в Ростове-на-Дону.
В 1976 году окончил Высшее театральное училище имени М. С. Щепкина при Академическом Малом театре союза ССР (курс В. И. Коршунова).
В 1976—1981 годах — актёр Первого Московского областного драматического театра (ныне — Московский областной государственный камерный театр).
В 1986—1989 годах — актёр Московского драматического театра им. Н. В. Гоголя. В этот же период много снимается в кино, из-за хара́ктерной внешности часто в детективном и приключенческом жанрах.
С 1989 года работает в сфере видеопроизводства. В настоящее время занимается производством телевизионных программ, в том числе рекламы. Широко известен его образ главы мафиозного клана Дона Брутто в рекламных роликах одного из операторов сотовой связи.

### Фильмография
- 1975 — Центровой из поднебесья — Роберт Доул, игрок американской команды "Фричи"
- 1976 — Дневник Карлоса Эспинолы — эпизод
- 1977 — Побег из тюрьмы — Иосиф Басовский
- 1977 — Рождённая революцией — эпизод
- 1978 — Отряд особого назначения — Иван Прокопенко
- 1979 — Экипаж — инженер-строитель, провожающий жену, остался в зоне катастрофы, (нет в титрах)
- 1979 — Ипподром — капитан милиции Анатолий Птицын
- 1979 — Пираты XX века — судовой врач
- 1980 — Незваный друг — гость у Грековых
- 1980 — Юность Петра — Стёпка Одоевский
- 1981 — В начале игры — эпизод
- 1981 — Долгий путь в лабиринте — Прокопенко, в титрах — П.Ремизов
- 1981 — Загадка колонии беглецов (ГДР, Куба, СССР) — лысый
- 1981 — Подснежники и эдельвейсы — Андреев
- 1982 — Бой на перекрестке — адъютант Травникова
- 1982 — Василий Буслаев — новгородец, (в титрах - П.Ремизов)
- 1982 — Огненные дороги. Фильм 3. Певец революции — подпольщик
- 1983 — Приключения Шерлока Холмса и доктора Ватсона: Сокровища Агры — Годфри Нортон, адвокат
- 1984 — Приходи свободным — поручик
- 1984 — ТАСС уполномочен заявить… — врач в психбольнице, (нет в титрах)
- 1985 — Кто четвёртый? — Лысый
- 1985 — Неудобный человек — нахал в ресторане
- 1986 — Досье человека в "Мерседесе" — агент иностранной разведки
- 1986 — Эксперимент 200 (короткометражный) — Профессор
- 1986 — Соучастие в убийстве — эпизод
- 1986 — Где ваш сын? — Забродин
- 1987 — Испытатели — товарищ из министерства, (нет в титрах)
- 1987 — В Крыму не всегда лето — член ВЦИКа
- 1987 — Мужские портреты — спутник Щегловой
- 1988 — Воскресенье, половина седьмого — Николай Сергеевич Абросимов, друг Борового
- 1988 — Операция «Вундерланд» — замполит
- 1991 — Одиссея капитана Блада — Нед Волверстон
- 2000 — Воспоминания о Шерлоке Холмсе — Годфри Нортон, адвокат
- 2002 — Ледниковый период — Фрол
- 2002 — Моя граница — майор Павел Буров
- 2003 — Пан или пропал — Анатоль Запольский, экономический преступник
- 2004 — Личный номер — полковник
- 2004 — Московская сага — Вячеслав Молотов
- 2005 — Авантюристка — Павел Ильич Ильинский
- 2005 — Любовь и золото — полковник Молчанов
- 2005 — Мошенники — генерал Самсонов
- 2005 — Охота на изюбря — эпизод
- 2005 — Слепой - 2 — Павел Анатольевич Марков, полковник
- 2005 — Фарт — Бухгалтер
- 2006 — Угон — эпизод
- 2007 — Ангел-хранитель — Петр Петрович Кочубей, тренер Ивана и Гранита
- 2007 — Гражданин начальник - 3 — Фёдор Сергеевич Митин
- 2007 — Если у Вас нету тёти... — Игорь Гладышев, папа Ёлки
- 2008 — Ермоловы — Игнатий Степанович Крюков, муж Елены Делагард
- 2008 — Если нам судьба — Климов-старший
- 2008 — Новая жизнь сыщика Гурова — Валентино
- 2009 — Аннушка — Вадим Сергеевич, приятель Александра Петровича
- 2009 — Золото скифов — директор института
- 2010 — Последний секрет Мастера (Китай, Россия) — папа Нины
- 2010 —  Судьбы загадочное завтра — Сергей Михайлович Сидоров, старший следователь прокуратуры
- 2011 — Ночь одинокого филина — Славыч, бухгалтер
- 2018 — Ивановы-Ивановы — Сергей Кондратьевич Орлов, отец Полины Ивановой (28, 29 серии)
- 2018 — Юристы — Перовский